# Урочище Трубчин
Уро́чище Трубчи́н — комплексна пам'ятка природи загальнодержавного значення в Україні. Розташоване поблизу села Трубчин Мельнице-Подільської селищної громади Чортківського району Тернопільської області, на лівому березі річки Дністер, за 400 м нижче від села за течією річки.
Площа — 5 га. Оголошене об'єктом природно-заповідного фонду постановою РМ УРСР № 780 від 14 жовтня 1975 року.
Під охороною — потужна (50—70 м) товща доломітових мергелів, доломітів плитчастих і грудкуватих, найчастіше бітумізованих вапняків рукшинської серії верхнього силуру, що відслонилося на високому крутому березі Дністра. У цих відкладах є багато викопної морської фауни (брахіопод, табулят, остракод та ін.) і решток рослинності.
Дністровський розріз силуру — опорний для ярусного поділу силурійської системи та проведення межі силуру і девону на території України, один із найкращих у світі за безперервністю та непорушністю залягання гірських порід.
На задернованій частині відслонень є рідкісна степова і скельна рослинність. Особливо цінні ковила пірчаста (занесена до Червоної книги України), ефедра двоколоса, цибуля гірська, півники злаколисті, горицвіт весняний, гвоздика Анджейовського (види, занесені до Переліку рідкісних і таких, що перебувають під загрозою зникнення, видів рослинного світу на території Тернопільської області).
Ділянка має важливе наукове значення.